# 逢坂ユリ
逢坂 ユリ（あいさか ゆり、生年月日不明、女性）は、日本の投資コンサルタント、フィナンシャル・プランナーである。東京都出身。
資産運用や自己啓発等に関する書籍の出版や、コメンテーターとしてのテレビ出演などでも知られる。

## 経歴

### 会社員時代
逢坂はフランスへの音楽留学などを経て、アメリカ合衆国のニューヨーク大学(NYU)を卒業した。
逢坂の職歴はモルガン・スタンレー資産運用部門の日本法人 「モルガン・スタンレー・アセットマネジメント投信（当時）」トレーディング部に始まり、その後 ゴールドマン・サックスの日本法人 「ゴールドマン・サックス証券」では金融法人向けに外国為替カスタマー・ディーラーおよび債権セールスを経験、次いでドイチェバンク日本法人の証券部門 「ドイツ証券」では事業法人営業部に所属し、資産運用業務に携わった。。

### 独立後
逢坂は2005年（平成17年）に独立して起業、投資・キャリア形成・営業関連分野などに関連する書籍の出版や、雑誌の連載、講演会・セミナーを開催するようになった。2007年（平成19年）頃からは日経CNBCテレビなどのテレビ番組やラジオ番組（ラジオ日経）などの金融関連番組に出演するようになり2011年～2013年はTBSテレビ「みのもんたの朝ズバッ！」では毎週水曜日コメンテーターとしてレギュラー出演するようになった。
2011年以降は国際金融会議でのMC、企業経営者との対談やイベント・パネルディスカッションでのモデレーターなど、活躍の場も幅広い。

## 著作
- 「夢とお金をつかむ仕事のレッスン77」（成美堂出版）
- 「3年後に後悔しない お金の守り方」（大和書房）
- 「日本株でいこう！」（祥伝社）
- 「お金が殖える×時間が増える」（アスキー・メディアワークス）
- 「投資のレッスン88 - お金のふやし方・使い方」（成美堂出版）
- 「あなたを幸せにするお金のレッスン80」（成美堂出版）
- 「『5分』で人生を変える時間術―お金とツキはあとからついてくる」（徳間書店）
- 「夢をかなえる投資塾」（かんき出版）
- 「夢とお金をつかむキャリアのつくり方」（ダイヤモンド社）
- 「夢と幸せを実現するお金のつくりかた」（ダイヤモンド社）
- 「逢坂ユリのまるわかり不動産投資」（主婦と生活社）